# 라일라 알위
라일라 엘위(아랍어: ليلى علوي, 영어: Laila Elwi, 1962년 1월 4일 ~ )는 이집트의 배우이다. 제18회 카이로 국제 영화제 여우주연상 수상자이다.